# Sohen Biln
Sohen Biln   (Westlock, 17 de juny de 1939 - Castlegar, 27 de març de 2012) fou un remer canadenc que va competir durant la dècada de 1950. Feia de timoner.
El 1960 va prendre part en els Jocs Olímpics d'Estiu de Roma, on guanyà la medalla de plata en la prova del vuit amb timoner del programa de rem.
En el seu palmarès també destaquen dues medalles als Jocs de la Commonwealth de 1958, així com una medalla de plata als Jocs Panamericans de 1959. Ha estat inclòs al British Columbia Sports Hall of Fame i University of British Columbia Sports Halls of Fame.